# Philip Earle
Pour les articles homonymes, voir Earle.
Philip Earle est un homme politique canadien de Terre-Neuve-et-Labrador. Il est député fédéral libéral de la circonscription terre-neuvienne de Labrador depuis 2025.

## Biographie
Earle grandit à L'Anse-au-Loup et est un homme d'affaires local ayant également travaillé comme cadre dans une compagnie aérienne,. Il sert également dans l'équipe de Relance économique du premier ministre et en tant que commissaire pour la Commission des nominations indépendantes.